# Liu Jinfeng
Liu Jinfeng (* 3. Juli 1977 in Dalian) ist eine frühere chinesische Biathletin. Sie nahm an Olympischen Winterspielen und zwei Biathlon-Weltmeisterschaften teil.
Liu war Sportsoldatin und ist heute Offizier der chinesischen Armee. Deshalb trat sie auch für den Skiklub der Streitkräfte an. 1993 hatte sie mit dem Biathlonsport begonnen, ihr erstes bedeutendes internationales Rennen bestritt sie zwei Jahre später im Rahmen der Biathlon-Weltmeisterschaften 1995 in Antholz. Dort belegte sie im Sprint Rang 41, wurde im Einzel 51. und mit der chinesischen Frauenstaffel um Song Aiqin, Sun Ribo und Wang Jinfen Zehnte. Erst im Rahmen des Weltcups 1996 gab sie ihr Debüt in einem Biathlon-Weltcup-Rennen. Bei einem Sprint in Pokljuka lief sie auf Platz 70. Mit der Staffel kam sie kurz darauf in Östersund auf Platz sechs, 1997 erreichte sie mit Yu Shumei, Liu Xianying und Sun Ribo in Nagano sogar einen dritten Platz. Kurz zuvor lief Liu in Osrblie ihre zweiten Weltmeisterschaften und wurde 44. im Einzel, 59. im Sprint aber nur 13. mit der Staffel. Karrierehöhepunkt wurden die Olympischen Winterspiele 1998 in Nagano, wo sie allerdings nur in der Staffel eingesetzt wurde. Mit ihr lief sie auf den siebten Platz. Insgesamt erreichte die Chinesin ihre größeren Erfolge immer in Staffelrennen, Weltcuppunkte konnte sie in Einzelrennen nie gewinnen. Ihr bestes Einzelresultat war ein 37. Rang im Einzel zum Beginn der Saison 1998/99 in Hochfilzen. Nach der Saison beendete Liu ihre aktive Karriere.

## Biathlon-Weltcup-Platzierungen
| Platzierung                 | Einzel | Sprint | Verfolgung | Massenstart | Team | Staffel | Gesamt |
| --------------------------- | ------ | ------ | ---------- | ----------- | ---- | ------- | ------ |
| 1. Platz                    |        |        |            |             |      |         |        |
| 2. Platz                    |        |        |            |             |      |         |        |
| 3. Platz                    |        |        |            |             |      | 1       | 1      |
| Top 10                      |        |        |            |             |      | 7       | 7      |
| Punkteränge                 |        |        |            |             | 1    | 8       | 9      |
| Starts                      | 9      | 17     | 4          |             | 1    | 9       | 40     |
| Stand: Saisonende 1998/1999 |        |        |            |             |      |         |        |